# Красная Поляна (Старомайнский район)
Кра́сная Поля́на — посёлок в Старомайнском районе Ульяновской области России. Входит в состав Краснореченского сельского поселения.

## География
Посёлок находится в 4 верстах к западу от села Красная Река, в 9 верстах от Старой Майны на левом берегу реки Майна (ныне водохранилища), в северной части Левобережья, в лесостепной зоне, в пределах Низкого Заволжья, на левом берегу реки Майны (южном берегу Старомайнского залива Куйбышевского водохранилища), на расстоянии примерно 6 километров (по прямой) к востоку от посёлка городского типа Старая Майна, административного центра района.
Климат
Климат характеризуется как умеренно континентальный, с тёплым летом и умеренно холодной снежной зимой. Средняя температура воздуха самого тёплого месяца (июля) — 20 °C (абсолютный максимум — 39 °C); самого холодного (января) — −13,8 °C (абсолютный минимум — −47 °C). Продолжительность безморозного периода составляет в среднем 131 день. Среднегодовое количество атмосферных осадков составляет 406 мм. Снежный покров образуется в конце ноября и держится в течение 145 дней.
Часовой пояс
Посёлок Красная Поляна, как и вся Ульяновская область, находится в часовой зоне МСК+1. Смещение применяемого времени относительно UTC составляет +4:00.

## История
До революции земли поселка принадлежали графу Блудову, а с 19 июня 1918 года эти земли отошли во временное пользование краснореченским крестьянам.
Посёлок основан Красноречинцами во времена НЭПа. В 1924 году в поселке было образовано семенное товарищество под названием «Красная Поляна».
В 1953 году, ввиду строительства Куйбышевского водохранилища, посёлок Красная Поляна была перемещена на новую площадку. 
В 1957 году около посёлка был построен мост через реку Майну, русло которой значительно расширилось за счёт Куйбышевского водохранилища. Мост получил название «Садовский», длина моста 87 метров, ширина проезжей части 6 метров, по обе стороны почти метровые тротуары. Мост стоял на 4 бетонных и двух береговых деревянных опорах. Но при строительстве дамб были допущены очевидные просчеты: не имея сплошного бетонирования, их быстро подмывало волнами водохранилища, и мост пришлось разобрать.

## Население
| 2010 | 2013 |
| ---- | ---- |
| 17   | ↘16  |

В 1926 году в посёлке Красная Поляна — 31 хозяйство и 182 жителя.
В 1929 году — 32 двора и 201 жителя.
В 1959 году в посёлке Красна Поляна 132 жителя, 
В 1979 году — 18, 
В 1999 году в трёх хозяйствах — 12 человек.
Национальный состав
Согласно результатам переписи 2002 года, в национальной структуре населения русские составляли 100 % из 3 чел.

## Достопримечательности
- ГПП «Колония серых цапель» — ООПТ УО В 1972 году на территории квартала 34 Старомайнского лесничества, в крупном сосновом лесу возле посёлка  образовалась колония серых цапель. Серая цапля это крупная перелетная птица живущая возле водоемов. Свои гнезда она строит, как правило на высоких деревьев. Серая цапля очень пуглива и осторожна. Она очень редкая птица, занесенная в Красную книгу России, поэтому решением Ульяновского исполкома № 204 от 3 мая 1988 года участок леса в 34 квартале Старомайнского лесничества, занятый гнездованием этих птиц, был объявлен Государственным памятником природы. Колония эта очень крупная — в разные годы она насчитывает от 30 до 130 гнезд.
- Археологи нашли в полверсте к северу от посёлка следы селища Именьковской культуры, это единственная малоизвестная примечательность здешних мест[7].

## Улицы
- ул. Заповедная
- ул. Набережная[8]